# Верхньопечерське
Верхньопечерське (рос. Верхнепечерское) — село в Безенчуцькому районі Самарської області Російської Федерації.
Населення становить 23 особи. Входить до складу муніципального утворення сільське поселення Катеринівка.

## Історія
Населений пункт розташований у межах українського етнічного та культурного краю Жовтий Клин.
Від 2005 року входило до складу муніципального утворення сільське поселення Катеринівка.

## Населення
| 2010 | 2012 | 2013 | 2014 | 2015 | 2016 |
| ---- | ---- | ---- | ---- | ---- | ---- |
| 45   | ↘42  | ↘35  | →35  | ↘28  | ↘23  |